# Антон Болиндер
Антон Болиндер (швед. Anton Bolinder; Лос, 3. јун 1915 — Естерсунд, 7. децембар 2006) био је шведски атлетичар који се такмичио у скоку увис. Као члан Атлетског клуба из Естерсунда учествовао је на првом послератном Европском првенству 1946. у Ослу и победио резултатом 1,99 м испред представника Уједињеног Краљевства Алана Патерсона и Финца Нилса Никлена.
У сезонама 1946. и 1948. победио је на првенству Шведске. После победе 1948. са 1,93 м, Болиндер је успео да се квалификује за Летње олимпијске игре 1948. у Лондону али није се појавио у Лондону, јер је његов сународник Јеран Виденфелт, скочио 1,97 метара, и отишао на Игре.